# 抚琴站
抚琴站位于成都市金牛区北抚琴西路一环路口，是成都地铁5号线的一座地下车站，因地处抚琴社区而得名。本站于2019年12月27日启用。

## 车站结构
抚琴站为地下二层岛式站台车站，站厅长度70米，站台长度180米，为两柱三跨式结构。

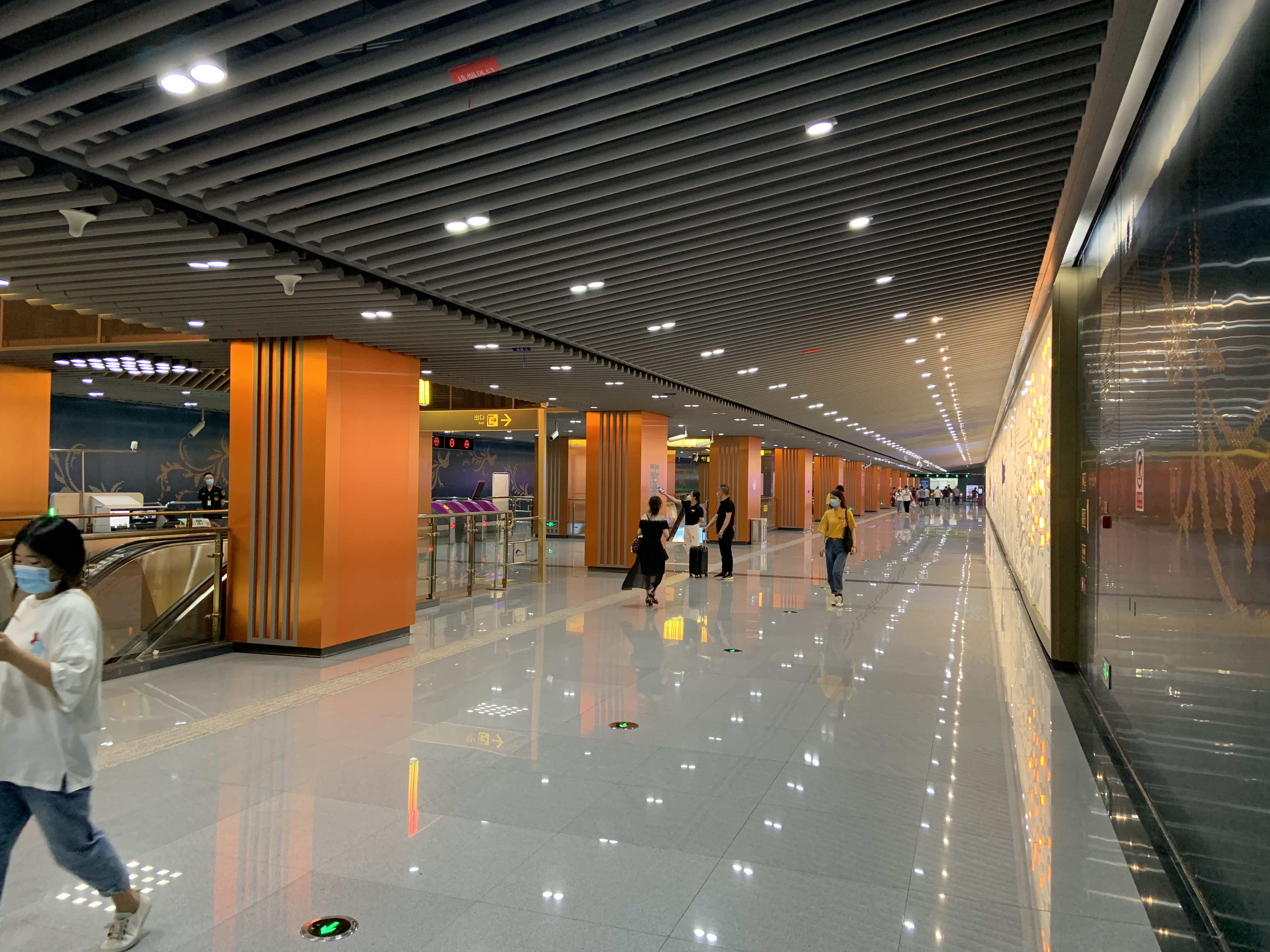
站厅层
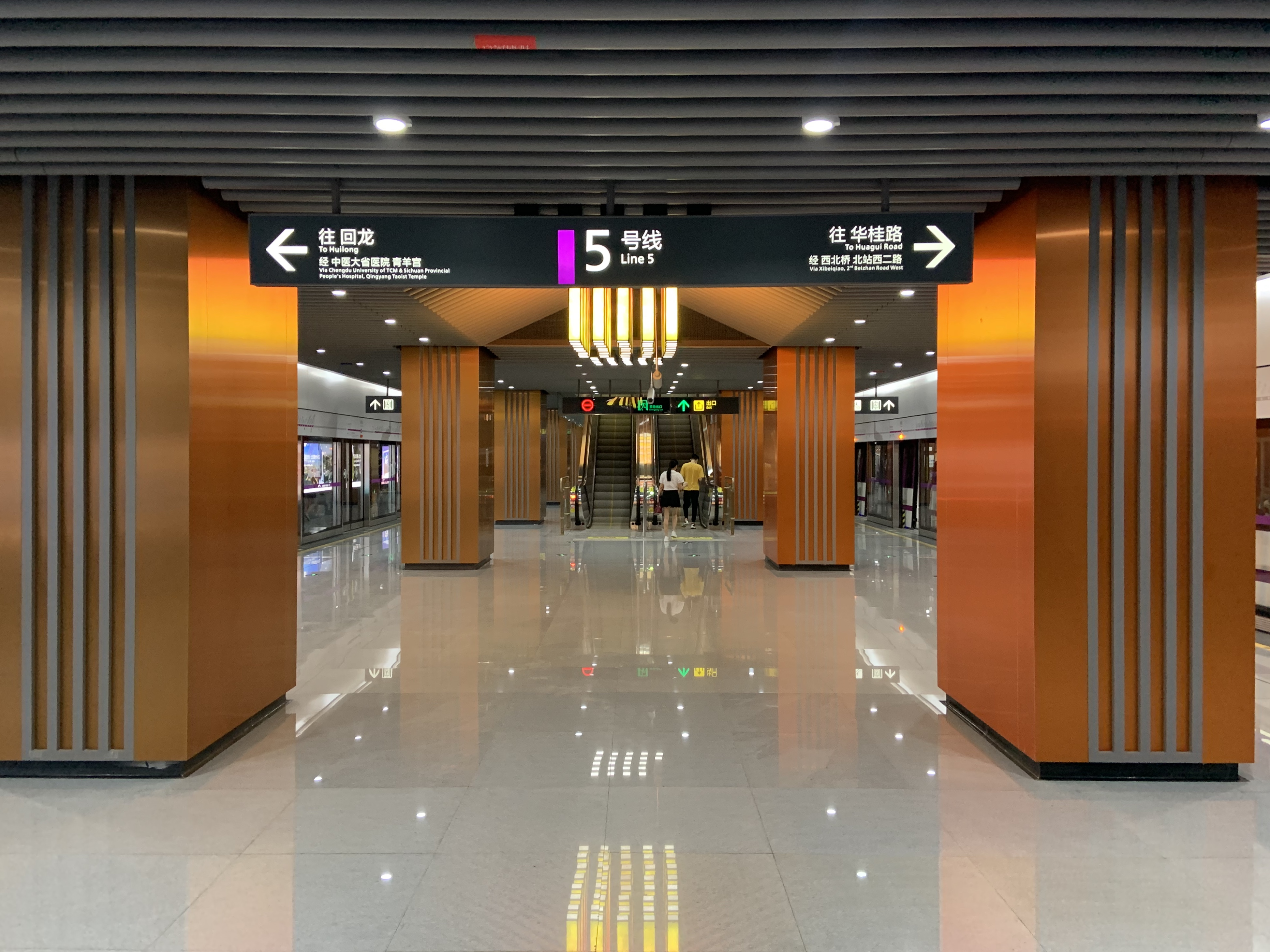
站台层

| 地面              | 0    | 出口A/B1/C1/D                                                                                              |
| 地下一层          | 站厅 | 自助购票 客服中心                                                                                          |
| 地下二层          | 站台 | \| \| \| 5号线往华桂路（花牌坊） \| \| 島式 · 開左邊车门 \| \| \| \| \| \| 5号线往回龙（中医大·省医院） \| |
|                   |      | 5号线往华桂路（花牌坊）                                                                                    |
| 島式 · 開左邊车门 |      | |
|                   |      | 5号线往回龙（中医大·省医院）                                                                               |

- 站厅层
- 站台层

## 内装与公共艺术
抚琴站为成都地铁5号线5座重点艺术站之一。本站因位于相传西汉文学家司马相如弹琴的抚琴台附近，以汉代古典宫殿建筑为灵感，采用暖色灯柱丛照明，同时立柱、栏杆、扶手等皆采用铜色，营造出汉代的古典气质。

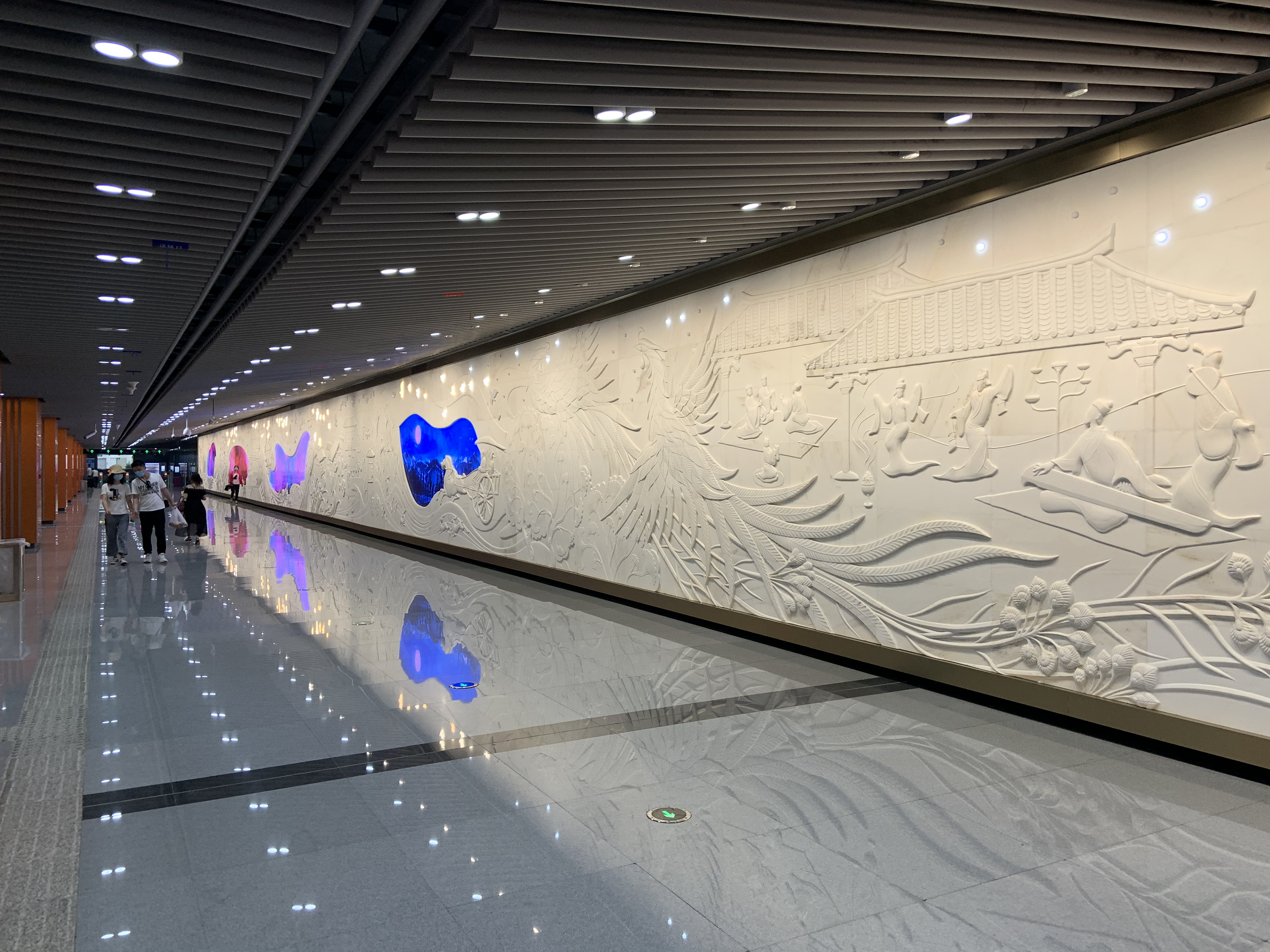
车站“凤求凰”主题艺术墙

### 艺术墙
本站艺术墙以“凤求凰”为主题，长70米，分为“相识相恋”、“相离相思”、“相爱相守”、“凤凰于飞”四个章节，展示了司马相如与卓文君在此地的爱情故事。该艺术墙静态部分使用360块白色大理石浮雕拼装而成，总重量达到30吨；动态部分则使用四块LED屏幕在各章节段落展演相关故事的影象化意境。艺术墙亦嵌入大量点光源来模拟火焰、萤火虫和星辰，在灯光、浮雕与LED屏幕的结合下，该艺术墙能够为过往市民提供动态的欣赏体验。艺术墙设计人为《妖猫传》美术指导陆苇。

## 出入口
本站目前开放4个出入口。
|              |                                |                                      |      |
| 编号         | 设施                           | 指示                                 | 照片 |
|              | 无障碍电梯 无障碍卫生间 哺乳室 | 一环路西三段、抚琴街南一巷、抚琴街   |      |
| 出口 · B · 1 |                                | 一环路西三段、抚琴西路、抚琴街北一巷 |      |
| 出口 · C · 1 |                                | 一环路西三段、永陵路                 |      |
| 出口 · D     |                                | 一环路西三段、抚琴东北路、抚林巷     |      |